# Cantón de Vignory
El cantón de Vignory era una división administrativa francesa, que estaba situada en el departamento de Alto Marne y la región de Champaña-Ardenas.

## Composición
El cantón estaba formado por dieciséis comunas:
- Annéville-la-Prairie
- Bologne
- Daillancourt
- Froncles
- Guindrecourt-sur-Blaise
- La Genevroye
- Lamancine
- Marbéville
- Mirbel
- Ormoy-lès-Sexfontaines
- Oudincourt
- Soncourt-sur-Marne
- Viéville
- Vignory
- Vouécourt
- Vraincourt

## Supresión del cantón de Vignory
En aplicación del Decreto n.º 2014-163 de 17 de febrero de 2014, el cantón de Vignory fue suprimido el 22 de marzo de 2015 y sus 16 comunas pasaron a formar parte del nuevo cantón de Bologne.